# ويل فيرغسون
ويل فيرغسون (بالإنجليزية: Will Ferguson)‏‏ (9 أكتوبر 1964 - ) كاتب، وصحفي، ومؤرخ، وروائي من كندا.